# Anolis pachypus
Anolis pachypus – gatunek jaszczurki z rodziny Anolidae. Występuje w Ameryce Centralnej.

## Systematyka
Gatunek zaliczany jest do rodzaju Anolis. Zaliczany bywał też do Norops, obecnie uznawanego za młodszy synonim Anolis. Rodzaj Anolis umieszcza się obecnie w monotypowej rodzinie Anolidae. W przeszłości zaliczano go jednak do rodziny legwanowatych (Iguanidae).

## Rozmieszczenie geograficzne
Anolis ten występuje na terenie dwóch państw: w górach w zachodniej Panamie oraz na przyległym obszarze południowej części gór Cordillera de Talamanca w skrajnie wschodniej Kostaryce. Występuje w przedziale wysokości 1370–2500 m n.p.m. Stwierdzenia gatunku dalej na północ w wyniku rewizji taksonomicznej dokonanej w 2011 roku przez Lotzkata i współpracowników zostały przypisane do gatunków Anolis tropidolepis i A. magnaphallus.

## Siedlisko
Jaszczurki te zamieszkują tropikalne wilgotne lasy górskie. Spotyka się je na omszałych drzewach zarówno w lasach nietkniętych działalnością ludzką, jak i wtórnych.

## Zagrożenie i ochrona
W Czerwonej księdze gatunków zagrożonych IUCN Anolis pachypus jest klasyfikowany jako gatunek najmniejszej troski (LC, ang. Least Concern).
Wśród zagrożeń wymienia się deforestację spowodowaną rozwojem rolnictwa. Zwierzę prawdopodobnie zamieszkuje kilka obszarów objętych ochroną.